# Грекур, Жан-Батист-Жозеф Виллар де
Жан-Батист Жозеф Виллар де Грекур (фр. Jean-Baptiste-Joseph Willart de Grécourt; 7 февраля 1684, Вальер, ныне в составе коммуны Фондет, департамент Эндр и Луара — 2 апреля 1743, Тур) — французский поэт.
Родился в знатном, но небогатом семействе, благодаря родственным связям уже в 1697 году получил место каноника в Туре. После проповеди, в которой Грекур резко нападал на светских дам, ему запретили говорить с кафедры. Грекур отличался веселым нравом и вел разгульную жизнь, отказываясь от самых блестящих мест; известному финансисту Дж. Ло, который хотел зачислить его на службу, он ответил басней «Le Solitaire et la Fortune». Свои многочисленные стихотворения он не записывал, а большею частью произносил среди попоек в обществе приятелей, никогда не заботясь о том, чтобы их напечатать. Только после смерти Грекура собраны были уцелевшие стихотворения его и изданы в 1744 г.; во второе издание, 1764 г., вошло много стихотворений, не принадлежащих Грекуру. Энциклопедический словарь Брокгауза и Ефрона отмечал, что «поэзия Грекура остроумна, но за немногими исключениями очень цинична».
Известно, что Грекура читал А. С. Пушкин, упомянул его в стихотворении «Городок» (1815) в числе любимых «парнасских жрецов», а во фривольной поэме Пушкина «Царь Никита и сорок его дочерей» специалисты видят сюжетную параллель со сказкой Грекура «Коноплянка Иоанна XXII» (фр. La linotte de Jean XXII).